# 무자헤딘

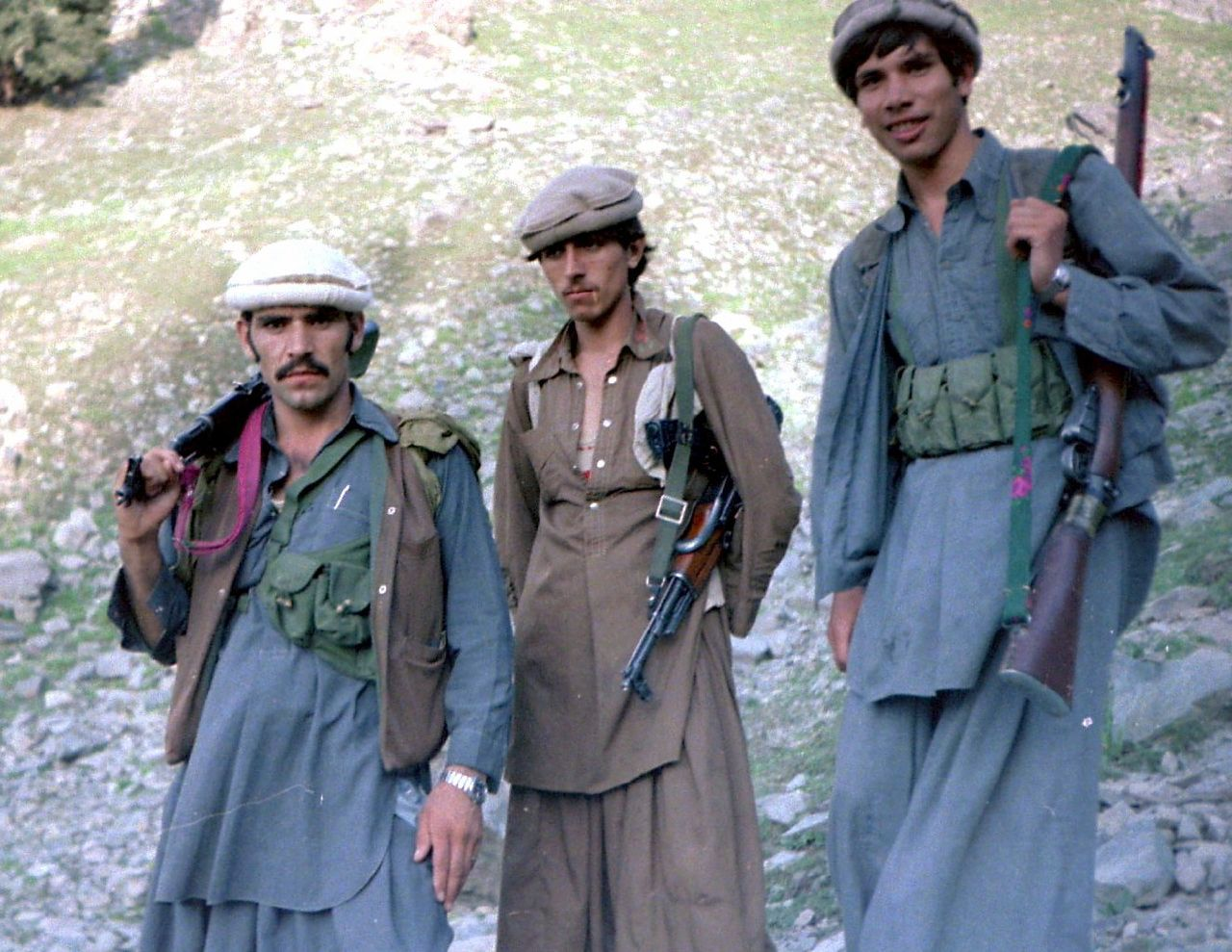
아프가니스탄 무자헤딘의 모습

무자헤딘(아랍어: مجاهدين mujāhidīn[*])은 무자히드(아랍어: مجاهد mujahid[*])의 복수형으로서, 성전(지하드)에서 싸우는 "전사"를 의미한다. 냉전 시대 이래로 이슬람 이념에 따라 지하드에 참여하는 게릴라 의용군을 가리키는 말로 확립되었다. 소비에트 연방의 아프가니스탄 침공이 계기가 되었으며, 이후 미얀마, 이란, 키프로스, 필리핀 등의 이슬람 무장단체에 의해서도 사용된 말이다.
널리 사용된 무자헤딘이라는 용어는 소련-아프가니스탄 전쟁에서 게릴라 군사 조직을 이끈 이슬람 무장 집단을 의미했으나, 현재는 미얀마, 키프로스, 필리핀에서와 같이 다양한 국가에서 활동하는 지하드 극단주의자들을 일컫는 말로 확대되었다.

## 초기 역사
그 근원을 찾아보면, 무자헤딘이라는 아랍 용어는 지하드를 숭배하는 사람을 일컫는 말로 사용되었다. 고전 시대 이후의 의미를 보면, 지하드는 기원후 600년대 초반, 이슬람교를 포교하는 것에 대한 대가로 받는 영적인 보상을 의미한다. 이러한 행동은 상당한 양의 수입을 가난한 사람들에게 나눠주는 것과 같이 간단한 행동으로도 설명이 가능하다.

### 현대 서양학적 정의
이 용어는 영국 식민지 지배에 대한 이슬람교도의 저항을 위해 인도 전역에서 계속 사용되었다. 1857년의 인도 반란 간, 이 전사들은 버림받은 인도의 세포이들을 받아들여 그들을 그들의 조직으로 모집했다. 시간이 지나면서, 도적질을 할 뿐만 아니라 아프가니스탄의 지역을 통제하기까지, 그 종파는 점차 커지기 시작했다.
급증하는 이슬람 극단주의를 지칭하기 위해 무자헤딘이라는 단어를 처음 사용한 것으로 알려져 있다. 1916년부터 1930년대까지 중앙 아시아에서 이슬람 게릴라들은 차르주의와 볼셰비즘의 반대자들이었고 소련에 의해 바스마치(반디츠)라고 불렸다. 이 단체들은 스스로를 이슬람을 상징하는 것으로 묘사하면서 자신들을 모하메드라고 불렀다.

## 냉전 시기
지하드를 반란, 게릴라전, 국제테러의 원인 중 하나로 제시하는 지하디즘의 현대현상은 20세기에 시작되어 20세기 초중반에 걸쳐 전개되었다.
이 이름은 아프가니스탄의 무자헤딘(Mujahide)과 가장 밀접하게 연관되어 있는데, 이는 소련군의 침공에 반대하고 결국 아프가니스탄 공산 정부를 무너뜨린 아프가니스탄 게릴라 단체들의 연합이다. 그 후 경쟁 파벌들이 서로 갈등을 빚으면서 탈레반과 반대파인 북부 동맹의 부상을 촉발시켰다. 사전적으로 연결되는 지하드라는 용어처럼 이 이름은 언론과 이슬람 무장세력 자신들에 의해 다소 자유롭게 사용되어 왔으며, 종종 비이슬람교도와 적대 관계에 있거나 심지어 세속화된 이슬람 정권과 적대 관계에 있는 모든 이슬람 단체를 지칭하는 데 사용되어 왔다.

### 아프가니스탄
이슬람권 밖에서 가장 잘 알려진 무자헤딘 세력은 1970년대 후반에 처음으로 친소련 아프가니스탄 민주 공화국(DRA) 정부에 반기를 들었던 아프간 야당 집단이다. DRA의 요청에 따라 소련은 1979년 정부를 돕기 위해 군대를 이 나라로 데려왔다. 소련이 아프간을 침공할 당시에 아프간에서는 수백 개에 달하는 무자헤딘 파벌이 각각의 부족이나 군벌에 속한 상태로 개별적으로 반정부 활동을 벌이고 있었다. 전쟁이 더 정교해짐에 따라 외부의 지원과 지역 조정이 증가했다. 무자헤딘 조직과 행동의 기본 단위는 아프간 사회의 고도로 분권화된 성격과 경쟁적인 무자헤딘과 파슈툰 부족 집단의 강력한 장소 이점들을 계속 반영했다. 결국 7개의 주요 무자헤딘 정당들은 정치 블록으로서 동맹을 맺었다. 그러나 이 정당들은 단 하나의 지휘 하에 있지 않았고 이념적인 차이가 있었다.
다른 나라 출신의 많은 이슬람교도들은 아프가니스탄에 있는 다양한 무자헤딘 집단들을 도왔다. 이 교도들의 일부는 이후에 이슬람 세계와 주변국과의 갈등에서 중요한 역할을 수행하기도 했다. 사우디아라비아의 부유한 가정 출신인 오사마 빈 라덴은 전 아랍 이슬람 외국인 자원봉사자 집단의 주요 기획자이자 자금 조달자였으며, 그가 만든 기관인 막타브 알 히다마트는 사우디와 파키스탄 정부의 도움과 지원으로 이슬람 지역 곳곳의 돈, 무기, 그리고 이슬람 군인들을 아프가니스탄에 지원했다. 이 외국인 용병들은 "아프간 아랍인"으로 알려졌고 이러한 노력들은 압둘라 유수프 아잠에 의해 기획되었다.
무자헤딘은 파키스탄, 미국, 영국, 중국 및 사우디 정부의 도움을 받았지만, 무자헤딘의 주요 자금 공급원은 이슬람 세계 전역, 특히 페르시아만에 있는 개인 기부자들과 종교 자선단체였다. 제이슨 버크는 "아프간 지하드를 위한 자금의 25%만이 국가들에 의해 직접적으로 공급되었다."라고 말했다.
무자헤딘 군대는 소련군에게 심각한 사상자를 입혔고, 소련에게 전쟁의 큰 대가를 치르게 했다. 1989년 2월, 소련은 아프가니스탄에서 군대를 철수했다. 1989년 2월, 7개 수니파 무자헤딘 파벌들이 페샤와르에서 아프간 임시정부(AIG)를 결성했고, 임시정부는 1988년부터 아프가니스탄 공화국(DRA)에 대항하는 연합전선을 시도하기 위해 십가툴라 모하디가 이끄는 파키스탄에 망명해 있었다. AIG는 부분적으로 이란의 지원을 받는 시아파 무자헤딘 파벌들을 배제하고, 무자헤딘이 1989년 3월 잘랄라바드 전투에서 실패하면서 파벌들 간의 차이를 해결하지 못했기 때문에 실패했다.
1992년 DRA의 마지막 대통령인 모하마드 나지불라가 실각하고 대부분의 무자헤딘 파벌들이 페샤와르 협정에 서명했지만, 무자헤딘은 기능적으로 통합된 정부를 수립하지 못했고, 많은 더 큰 무자헤딘 단체들이 아프가니스탄 정권을 놓고 서로 싸우기 시작했다

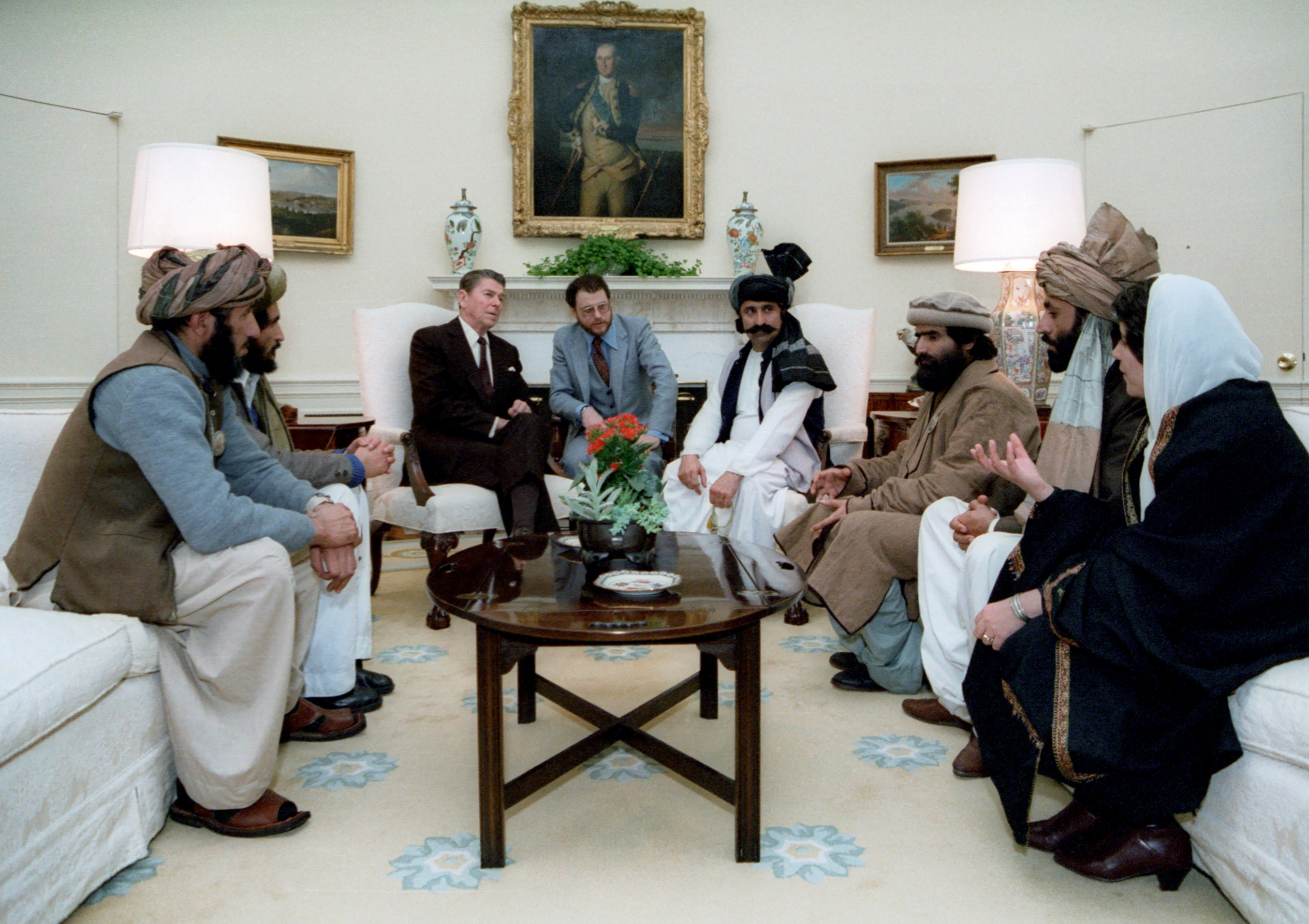
미 로날드 레이건 대통령과 아프간 무자헤딘들 간의 회담 (1983)

파슈툰의 작은 마을에서 수년간의 전투 후에, Mohammed Omar라는 이름의 물라가 파키스탄의 지원을 받아 새로운 무장 운동을 조직했다. 이 운동은 탈레반으로 알려지게 되었으며, 1980년대 동안 대부분의 탈레반이 파키스탄의 난민 캠프에서 자랐고 이슬람에 대한 근본주의적인 해석을 가르치는 것으로 유명한 종교 학교인 사우디의 지원을 받는 와하브 마드라사에서 교육을 받았던 것을 언급하였다.

### 키프로스
독립 이전에도 터키계 키프로스인 공동체는 터키 육군에 의해 훈련되고 장착된 자체 준군사력(Türk Mukavet Te şkilat TMT)을 유지했다. 1967년 이 군대는 무자헤딘("Mujahede")으로, 1975년에는 터키계 키프로스 보안군으로 이름이 바뀌었다. 1974년, 그리스에서 영감을 받은 쿠데타가 키프로스 섬과 그리스의 지역에 대한 튀르키예의 우려를 가져온 후, 튀르키예는 터키 소수 민족을 보호하기 위한 목적으로 북키프로스에 대한 육지 침공을 감행하였다. 그 이후로 키프로스에서 큰 전투가 없었고, 비록 튀르키예와 군사적, 정치적으로 강한 연관이 있지만 국가는 계속 독립 국가로 남아있다.

### 이란과 이라크
이란에서 한 개 이상의 단체가 스스로를 무자헤딘이라고 칭하고 있지만, 가장 유명한 것은 이란 공화국 지도부의 전복을 지지하는 이슬람 단체인 이란 인민무자헤딘 (PMOI; 페르시아어: 모하헤딘-에 칼크)이다. 이 단체는 지역 내 여러 주요 분쟁들에 참여하고 있으며, 1979년 이란 혁명 이후 이란 이슬람 공화국의 보수 정부와 갈등을 빚어왔다.
또 다른 무자헤딘은 아야톨라 아볼-가셈 카샤니가 이끄는 이슬람 정당인 무자헤딘-에 이슬람이다. 이들은 모하메드 모사드데크의 석유 국유화 시기에 이란 국민 전선의 일부를 형성했지만, 카샤니의 비이슬람 정책을 이유로 모사드데크와 결별했다.

### 미얀마(버마)
1947년부터 1961년까지, 지역 무자헤딘은 버마(현재 미얀마 라카인 주) 아라칸 북부의 마유 반도를 분리 독립시켜 동파키스탄(현재 방글라데시)에 합병시키기 위해 버마 정부군과 싸웠다. 1950년대 말과 1960년대 초, 무자헤딘은 추진력과 지지의 대부분을 잃었고, 그 결과 대부분이 정부군에 항복했다.
1990년대에 잘 무장한 로힝야 연대 조직은 방글라데시-미얀마 국경에 위치한 버마 당국에 대한 공격의 주요 가해자였다.

### 필리핀
1969년에 정치적 긴장과 적대감이 필리핀 정부 및 지하디스트 반군 사이에 발생했다. 모로 민족해방전선(MNLF)은 60명 이상의 필리핀 무슬림들을 학살한 것을 비난하기 위해 필리핀 대학의 교수였던 누르 미수아리에 의해 설립되었고, 이후에는 이것의 파생기관으로 만들어진 모로 이슬람해방전선(MILF)에 의해 필리핀 내 이슬람 국가를 건립하는 것을 추구하는 등 더 급진적이고 정부 비판적인 단체로 변모해갔다. 이 갈등은 진행 중이며, 사상자의 수는 갈등에 따라 다양하나, 웁살라 갈등 데이터 프로그램의 다소 보수적인 추정치는 1989년부터 2012년까지 필리핀 정부와 ASG, BIFM, MILF, 그리고 MNLF 조직과의 군사 갈등으로 인해 최소한 6,015명의 사상자가 발생했다고 보여준다. 아부 사야프는 1991년에 조직된 남부 필리핀 지역 내 이슬람 분리주의자 조직이다. 그들은 서방 국민들과 필리핀들을 납치하고 그 대가로 몸값을 받는 행위들로 알려져 있었다. 몇몇 아부 사야프 조직원들은 사우디에서 공부하거나 근로를 했으며 소련의 아프간 침공 전쟁에서 전투와 훈련에 참여하면서 무자헤딘 조직원들과 관계를 형성해갔다.

## 1990년대
1990년대는 냉전 초강대국 간 대리전의 일부를 이루는 무자헤딘 군벌과 미국의 '테러와의 전쟁'과 '아랍의 봄'을 계기로 현대 지하디즘이 등장하는 과도기였다.
이 시기에 알카에다는 형성기를 맞았고, 지하디즘은 유고슬라비아 전쟁, 소말리아 내전, 제1차 나고르노-카라바흐 전쟁, 제1차 체첸 전쟁 등 1990년대 지역 분쟁에서 일부 모습을 형성했다.

### 유고슬라비아 전쟁
1992-1995년 보스니아 전쟁 동안, 많은 외국인 이슬람교도들이 무자헤딘으로서 보스니아로 이동했다. 무자헤딘 신앙을 공유하고 이슬람 선언의 저자를 존경하던 전 세계의 이슬람교도들이 동료 무슬림들을 돕기 위해 오게 되었다. 이슬람 선언의 저자이자 젊은 시절 시 "지하드에게"의 저자인 알리야 이제트베고비치는 특히 보스니아에 무자헤딘이 존재하는 것을 기뻐했고 그들을 전폭적으로 지지했다. 무자헤딘 회원들은 보스니아에서 그들은 오직 알리야 이제트베고비치와 보스니아 제3군단장인 사키브 마물진만을 존경한다고 주장했다. 보스니아의 외국인 이슬람교도 자원봉사자의 수는 동시대 신문 보도에 의하면 4,000명으로 추산되었다. 이후의 조사에 따르면, 그들은 400명 정도로 추산되었다. 그들은 사우디아라비아, 파키스탄, 아프가니스탄, 요르단, 이집트, 이라크 및 팔레스타인 영토와 같은 다양한 지역에서 왔다.
증거에 따르면 외국인 자원봉사자들은 1992년 하반기에 무슬림을 돕기 위한 목적으로 보스니아 중부에 도착했다. 대부분 북아프리카, 근동 및 중동에서 왔다. 외국인 지원자들은 신체적 외모와 언어뿐만 아니라 전투 방법 때문에 지역 주민들과 상당한 차이를 보였다. 다양한 외국인, 이슬람교도 지원자들은 주로 제니카에 본부를 둔 보스니아 헤르체고비나 공화국 육군의 여단이었던 제7무슬림 여단의 우산 분견대로 조직되었다. 구어적으로 엘무드 ž히드라고 알려진 이 독립적인 분견대는 보스니아인이 아닌 외국인들로만 구성되었고 (7무슬림 여단은 전적으로 보스니아 원주민들로 구성된 반면) 300명에서 1,500명 사이의 자원봉사자들로 구성되었다. 보스니아 육군 제3군단 중령 엔베르 ž하사노비치는 마흐무트 카랄리치(사령관), 아심 고리치(참모총장), 아미르 쿠부라(작전 및 교육과정 보조총장)를 임명하여 그룹을 이끌었다.
몇몇 무자헤딘들은 유고슬라비아 사회주의 연방 공화국의 모든 공화국에 무기 수입을 제한하는 유엔의 제재를 받은 무기 금수 조치로 인해 보스니아가 절실히 필요로 하는 나라에 무기와 돈을 쏟아 부었다. 하지만, 많은 무자헤딘들은 상대적으로 세속적인 보스니아 이슬람교도들의 사회와 극명한 대조를 이루는 엄격한 살라피 종파의 극도로 독실한 이슬람교도들이었다. 이것은 무자헤딘과 보스니아인들 사이의 마찰로 이어졌습니다.
보스니아의 외국인 자원봉사자들은 전쟁 중에 전쟁범죄를 저지른 것으로 기소되었으나 ICTY는 무자헤딘 전투원들에 대해 기소를 한 적이 없는 것으로 밝혀졌다. 대신 ICTY는 일부 보스니아 육군 지휘관들을 형사상 책임을 근거로 기소했다. ICTY는 보스니아 제3군단의 아미르 쿠부라와 엔베르 하드 ž하사노비치에게 무자헤딘 사건과 관련된 모든 혐의에 대해 무죄를 선고했다. 게다가 항소법원은 제3군단과 엘 무자헤딘 분견대 사이의 관계는 종속적인 관계가 아니라 별개의 적군인 것처럼 공격하는 것밖에 없었기 때문에 명백한 적대감에 가까웠다고 지적했다.
2015년, 전 인권부 장관 겸 연방 BiH 부총재 미르사드 케보는 보스니아에서 무자헤딘에 의해 세르비아인들에게 자행된 수많은 전쟁범죄들과, 전쟁일지와 다른 문서화된 증거들을 바탕으로 전현직 연방 대통령들과 의회 의장들을 포함한 현재와 과거의 무슬림 관료들과의 연관성에 대해 이야기했다. 그는 BiH 연방검사에게 관련 증거를 제출하기도 하였다.

## 참고 문헌
- "The Mujahideen of Afghanistan", ThoughtCo, 2019
- "Definition of Mujahideen". www.merriam-webster.com.
- "Bosniak Politician Evades Censure in War Crimes Row". www.avim.org.tr. Archived from the original on 22 November 2015. Retrieved 14 January 2022.</ref>[35]<ref>Denis Dzidic (13 January 2015). "Bosnian Party Accused of Harbouring War Criminals". Balkan Insight. Retrieved 4 September 2016.
- 김영철, 2019, 《글로벌 테러와의 전쟁(지하디 테러리즘의 뿌리와 진화)》, 필맥.

## 같이 보기
- 소련-아프가니스탄 전쟁
- 아프가니스탄
- 지하드
- 이슬람 테러리즘
- 보스니아 헤르체고비나